# Utriculaire cornue
Utricularia cornuta
Espèce
Synonymes
- Stomoisia cornuta (Michx.) Raf.[1] [2]

L'utriculaire cornue (Utricularia cornuta) est une espèce de plantes à fleurs de la famille des Lentibulariaceae C'est une plante carnivore de petite taille endémique au Nord de l'Amérique. Elle se trouve aux Bahamas, à Cuba, au Canada et aux États-Unis. C'est une plante terrestre ou subaquatique dans les marais, les marécages et les étangs des eaux peu profondes, principalement à basse altitude. Elle a été initialement décrite et publiée par André Michaux en 1803,.

## Fonctionnement du piège
Les feuilles constituant le piège sont en forme d'oustre et sont vides, elles se trouve sous terre ou dans l'eau dans le cas des plantes aquatiques.
Des minuscule poils entourent l'entrée de cette outre e tdès qu'une proie passe près de ces poils, la trappe d'accès s'ouvre et une puissante aspiration se déclenche, entraînant les proies dans l'outre où elles sont rapidement digérées.
La rapidité d'exécution du piège est impressionnante, mais malheureusement difficile à observer sans microscope.
Ce piège ne sert qu'à attraper de proies à sa taille, c'est-à-dire, seulement de petits organismes.

## Utilisation horticole

### Multiplication
La multiplication se fait par semis ou par division des touffes.

## Habitat
Utricularia cornuta pousse sur les rives marécageuses de lacs, dans les marécages, dans les tourbières humides, sables ou boues humides des rivages.

## Distribution
L'utriculaire cornue se trouve en Amérique du Nord, de l'Ontario à la Nouvelle Ecosse, jusqu'au sud de la Pennsylvanie et l'ouest de l'Illinois, du Wisconsin et du Minnesota. On la rencontre également du sud de la Caroline du Nord à la Floride, et dans l'est du Texas.

## Ennemis naturels
La floraison peut attirer quelques pucerons.